# 佩潘代格
佩潘代格（法語：Peypin-d'Aigues，法語發音：[pepɛ̃ dɛɡ]）是法国普罗旺斯-阿尔卑斯-蓝色海岸大区沃克吕兹省的一个市镇，属于阿普特区。

## 地理
佩潘代格（43°47'16"N, 5°34'11"E）面积17.36 平方千米，位于法国普罗旺斯-阿尔卑斯-蓝色海岸大区沃克吕兹省，该省份为法国东南部内陆省份，北起德龙省，西北接阿尔代什省，西接加尔省，南至罗讷河口省，东南角与瓦尔省接壤，东临上普罗旺斯阿尔卑斯省。
与佩潘代格接壤的市镇（或旧市镇、城区）包括：吕贝龙山区塞雷斯特、格朗布瓦、拉莫特代格、圣马丹德卡斯蒂永、圣马丹-德拉布拉斯克、吕贝龙地区维特罗勒。

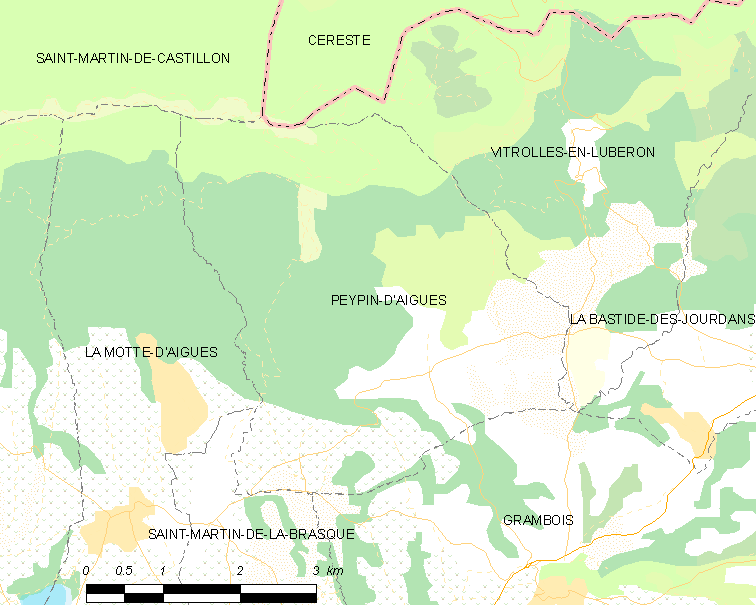
佩潘代格的OSM定位图

佩潘代格的时区为UTC+01:00、UTC+02:00（夏令时）。

## 行政
佩潘代格的邮政编码为84240，INSEE市镇编码为84090。

## 政治
佩潘代格所属的省级选区为佩尔蒂县。

## 人口

1962-2008年间佩潘代格人口变化图示

佩潘代格于2022年1月1日时的人口数量为663人。